# カステリョン・デ・ラ・プラナ
カステリョン・デ・ラ・プラナ（バレンシア語：Castelló de la Plana: カステリョー・デ・ラ・プラーナ、スペイン語：Castellón de la Plana カステリョン・デ・ラ・プラーナ）は、スペイン・バレンシア州カステリョン県のムニシピ（基礎自治体）。カステリョン県の県都である。単にカステリョンと呼ばれることもある。

## 名称
バレンシア州では国家公用語のスペイン語と自治州公用語のバレンシア語の2言語が公用語に制定されている。本自治体のバレンシア語名はCastelló de la Plana（カステリョー・デ・ラ・プラーナ）、スペイン語名はCastellón de la Plana（カステリョン・デ・ラ・プラナ）。バレンシア語名とスペイン語名が優劣の差なく公式名であり、公的文書では両言語名を並べてスラッシュで区切った「Castelló de la Plana / Castellón de la Plana」という表記が用いられることがある。

## 地理

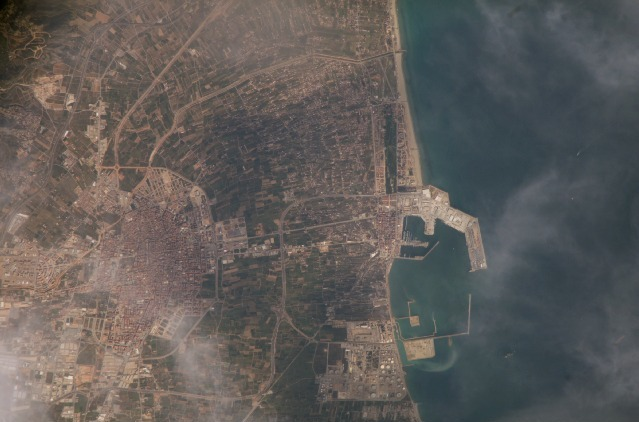
カステリョンの航空写真（左が中心市街地、右が地中海）

### 位置
イベリア半島の東側、地中海のコスタ・デル・アサアールに面する。バレンシア州の州都バレンシアからは北に約72キロメートルの距離にある。中心市街地は地中海から4キロメートル内陸の標高30メートル地点にあり、地中海と内陸部の山地に挟まれた平坦な土地にある。地中海に面してグラオ・デ・カステリョン地区があり、砂浜海岸、カジノ、ヨットハーバー、カステリョン飛行場、コスタ・デ・アサアール・ゴルフ場などがあるリゾート地となっている。
自治体域を本初子午線（経度0度0分0秒の経線）が通っている。カステリョンやベニカシムの北側にはパルメス山地砂漠がある。自治体の南側をミリャルス川が流れ、カステリョンとヴィラ＝レアルを隔てている。

### 気候
ケッペンの気候区分ではステップ気候(BSk)に区分されるが、地中海性気候との境界に近い。年間平均気温は摂氏17.5度である。月の平均気温はもっとも低い1月が摂氏10.4度、もっとも高い8月が摂氏25.0度である。年間降水量は442mmと少なく、特に6月から8月の夏季は降水量が少ない。年間日照時間は2689時間であり、年間300日以上の晴天日を有する。
| カステリョン・デ・ラ・プラナの気候 | カステリョン・デ・ラ・プラナの気候 | カステリョン・デ・ラ・プラナの気候 | カステリョン・デ・ラ・プラナの気候 | カステリョン・デ・ラ・プラナの気候 | カステリョン・デ・ラ・プラナの気候 | カステリョン・デ・ラ・プラナの気候 | カステリョン・デ・ラ・プラナの気候 | カステリョン・デ・ラ・プラナの気候 | カステリョン・デ・ラ・プラナの気候 | カステリョン・デ・ラ・プラナの気候 | カステリョン・デ・ラ・プラナの気候 | カステリョン・デ・ラ・プラナの気候 | カステリョン・デ・ラ・プラナの気候 |
| 月                                 | 1月                                | 2月                                | 3月                                | 4月                                | 5月                                | 6月                                | 7月                                | 8月                                | 9月                                | 10月                               | 11月                               | 12月                               | 年                                 |
| ---------------------------------- | ---------------------------------- | ---------------------------------- | ---------------------------------- | ---------------------------------- | ---------------------------------- | ---------------------------------- | ---------------------------------- | ---------------------------------- | ---------------------------------- | ---------------------------------- | ---------------------------------- | ---------------------------------- | ---------------------------------- |
| 最高気温記録 °C （°F）             | 27.4 (81.3)                        | 28.8 (83.8)                        | 30.2 (86.4)                        | 30.6 (87.1)                        | 35.0 (95)                          | 37.4 (99.3)                        | 40.6 (105.1)                       | 39.4 (102.9)                       | 36.0 (96.8)                        | 33.4 (92.1)                        | 29.0 (84.2)                        | 25.4 (77.7)                        | 40.6 (105.1)                       |
| 平均最高気温 °C （°F）             | 15.3 (59.5)                        | 16.2 (61.2)                        | 18.5 (65.3)                        | 20.5 (68.9)                        | 23.4 (74.1)                        | 27.3 (81.1)                        | 30.0 (86)                          | 30.3 (86.5)                        | 27.6 (81.7)                        | 23.5 (74.3)                        | 18.8 (65.8)                        | 15.8 (60.4)                        | 22.3 (72.1)                        |
| 日平均気温 °C （°F）               | 10.6 (51.1)                        | 11.3 (52.3)                        | 13.4 (56.1)                        | 15.4 (59.7)                        | 18.5 (65.3)                        | 22.5 (72.5)                        | 25.3 (77.5)                        | 25.6 (78.1)                        | 22.9 (73.2)                        | 19.0 (66.2)                        | 14.3 (57.7)                        | 11.4 (52.5)                        | 17.5 (63.5)                        |
| 平均最低気温 °C （°F）             | 5.8 (42.4)                         | 6.4 (43.5)                         | 8.3 (46.9)                         | 10.3 (50.5)                        | 13.6 (56.5)                        | 17.6 (63.7)                        | 20.6 (69.1)                        | 20.9 (69.6)                        | 18.1 (64.6)                        | 14.4 (57.9)                        | 9.8 (49.6)                         | 7.0 (44.6)                         | 12.7 (54.9)                        |
| 最低気温記録 °C （°F）             | −4.4 (24.1)                        | −2.2 (28)                          | 0.4 (32.7)                         | 2.8 (37)                           | 5.2 (41.4)                         | 10.2 (50.4)                        | 12.0 (53.6)                        | 12.2 (54)                          | 9.8 (49.6)                         | 5.4 (41.7)                         | −1.8 (28.8)                        | −0.6 (30.9)                        | −4.4 (24.1)                        |
| 降水量 mm （inch）                 | 36 (1.42)                          | 31 (1.22)                          | 31 (1.22)                          | 42 (1.65)                          | 44 (1.73)                          | 19 (0.75)                          | 9 (0.35)                           | 24 (0.94)                          | 71 (2.8)                           | 70 (2.76)                          | 49 (1.93)                          | 42 (1.65)                          | 467 (18.39)                        |
| 平均降水日数 （≥1 mm）             | 4                                  | 4                                  | 3                                  | 5                                  | 5                                  | 3                                  | 1                                  | 2                                  | 5                                  | 5                                  | 4                                  | 4                                  | 46                                 |
| % 湿度                             | 67                                 | 66                                 | 64                                 | 63                                 | 63                                 | 63                                 | 64                                 | 66                                 | 68                                 | 69                                 | 68                                 | 68                                 | 66                                 |
| 平均月間日照時間                   | 180                                | 179                                | 209                                | 235                                | 272                                | 296                                | 329                                | 290                                | 229                                | 203                                | 173                                | 164                                | 2,755                              |
| 出典：スペイン気象庁(AEMet)        |                                    |                                    |                                    |                                    |                                    |                                    |                                    |                                    |                                    |                                    |                                    |                                    |                                    |

### 人口
2017年の人口は169,498人であり、カステリョン県の人口の約30%を占めている。バレンシア州では州都バレンシア、アリカンテ、エルチェに次いで4番目の人口規模である。ヴィラ＝レアルなども含めたカステリョン都市圏の人口は約30万人である。
| カステリョン・デ・ラ・プラナの人口推移 1920－2017       |
|                                                         |
| 出典:INE（スペイン国立統計局）1900年 - 1991年、1996年 - |

## 歴史

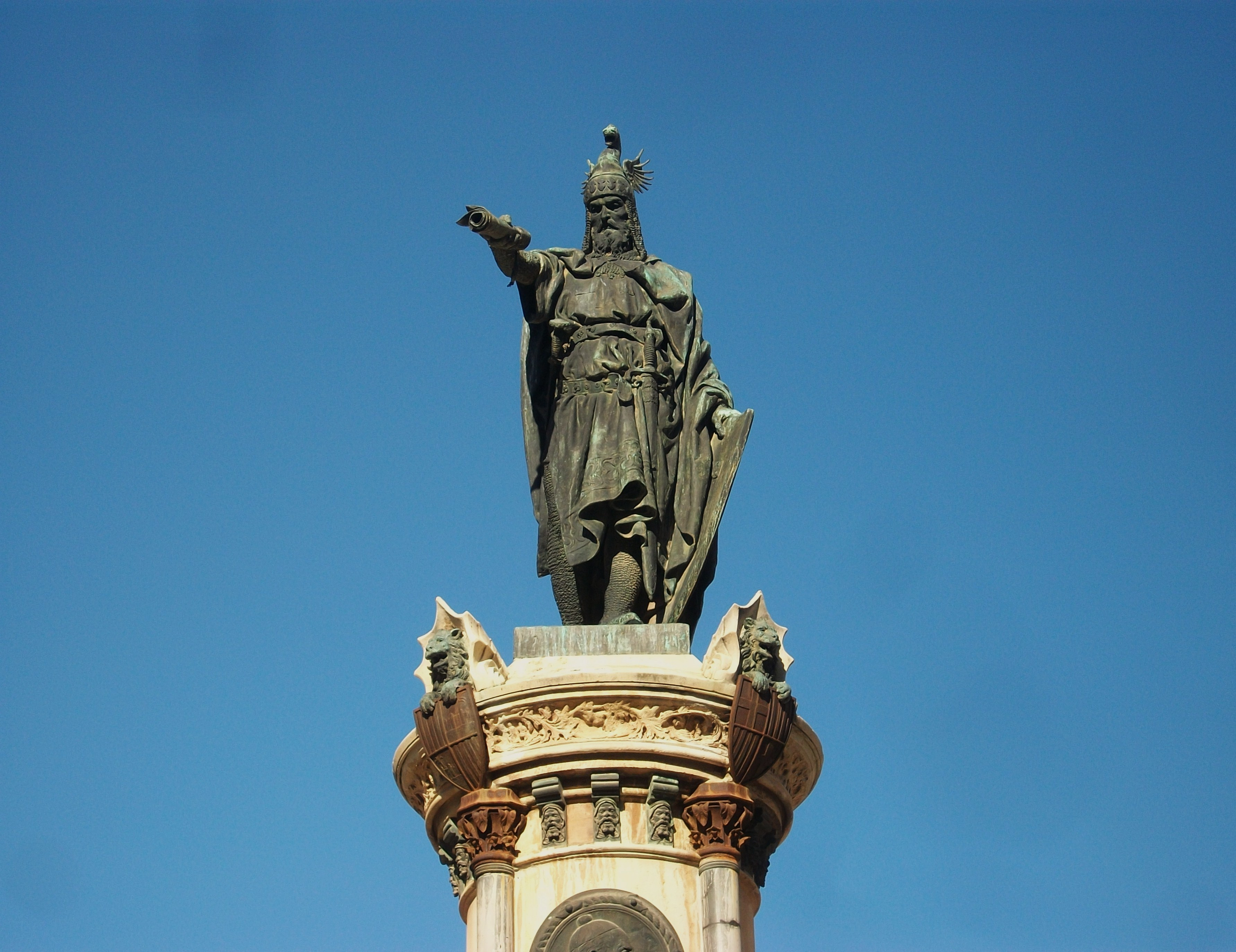
カステリョンにあるハイメ1世の銅像

この地域で最初に知られている建築物は、ムーア人の城である。ハイメ1世が1233年にバレンシア王国を征服したあと、1251年にカステリョンの街が公式に建てられた。1251年9月8日、ハイメ1世はこの街を山から平野に移す許可を与え、言い伝えによれば1252年の四旬節に移動が完了した。中世にはこの都市は堀と市壁、塔によって守られ、教会が建設され、のちにカテドラルとなった。
1519年から1523年にバレンシア王国で起こったヘルマニエス（職人組合）の反乱では、この都市はヘルマニエスにとっての最後の砦となった。1701年から1714年のスペイン継承戦争でもハプスブルク家のカール6世の側に付いたが、フェリペ5世の部隊に占領された。18世紀初頭には現在のカステリョン市庁舎が建てられた。市庁舎にはトスカーナスタイルのファサードがある。
19世紀には市壁が壊され、市街地が広がり始めたが、スペイン独立戦争（1808年-1814年）と第一次カルリスタ戦争（1833年-1839年）によって発展が停滞した。1833年スペイン地方行政区分再編でスペイン全土に49の県（スペインの県）が設置されると、カステリョン・デ・ラ・プラナはカステリョン県の県都となった。19世紀の後半には再び都市の拡大が起こった。鉄道が引かれ、港が拡張され、街を代表する建築物（病院、カジノ、劇場、公園）が建設された。
20世紀初頭の1910年には、自治体の人口が32,000人に達した。1925年には郊外にマリア・クリスティーナ貯水池が完成し、柑橘類の栽培面積が増大した。1931年4月12日の地方選挙ではカステリョン・デ・ラ・プラナでも共和国派が勝利し、スペイン全土でスペイン第二共和政が成立した。1936年7月18日にスペイン内戦が勃発すると、内戦当初のカステリョン・デ・ラ・プラナは共和国派の都市であったが、1938年6月14日にはフランシスコ・フランコ率いる反乱軍に占領された。内戦前の1931年にはサンタ・マリア教会が重要文化財に指定されていたが、内戦中にはカステリョン市当局がサンタ・マリア教会の取り壊しを命じており、今日のサンタ・マリア教会の建物は内戦後に再建されたものである。
1960年にはローマ・カトリック教会のセゴルベ司教座がセゴルベ＝カステリョン司教座に移行し、カステリョン・デ・ラ・プラナに初めて司教座が置かれた。1967年には地中海岸に石油精製所が建設され、1977年にはコンバインドサイクル発電所（火力発電所）が建設された。1960年に62,493人だった人口は、1981年に126,464人となり、20年間で倍増している。
1975年以降にスペインの民主化が進行すると、1982年7月10日にはバレンシア自治州憲章が制定されてバレンシア州が発足し、カステリョン県・バレンシア県・アリカンテ県の3県からなるバレンシア州の一部となった。1991年にはカステリョン県初の大学であるジャウメ1世大学が開校した。現在の市の経済はおもに製造業や手工芸品によっている。

## 社会

### 教育

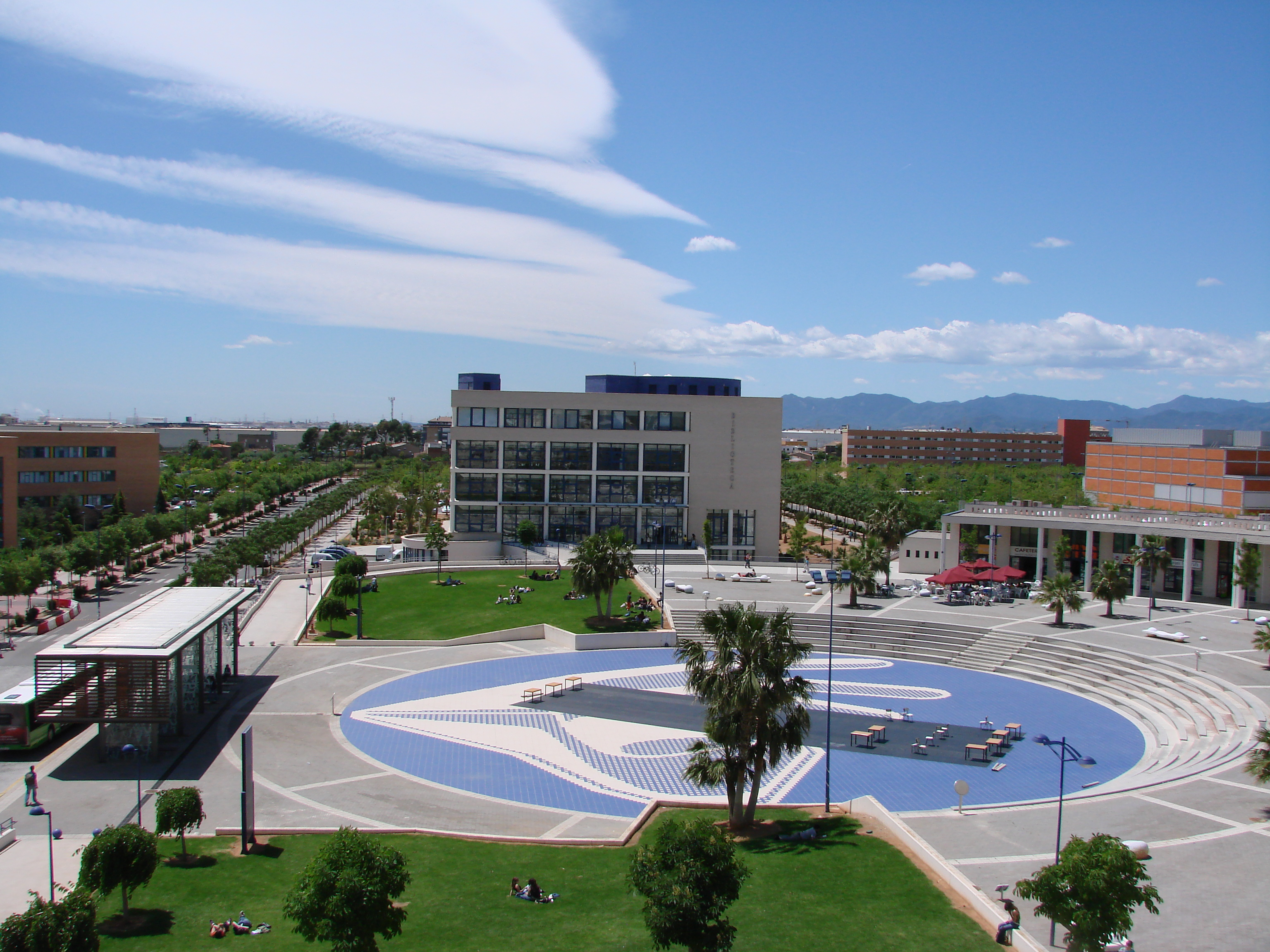
ジャウメ1世大学

1991年にはカステリョン県初の大学（州立大学）としてジャウメ1世大学が設立された。法学・経済学部、人文学・社会学部、健康科学部、高等工科学校を有し、単一のキャンパスで約15,000人の学生が在学している。名称は13世紀のアラゴン王ハイメ1世に由来する。カタルーニャ語圏の大学連合であるビベス大学ネットワークに加盟している。

### 交通

#### 航空

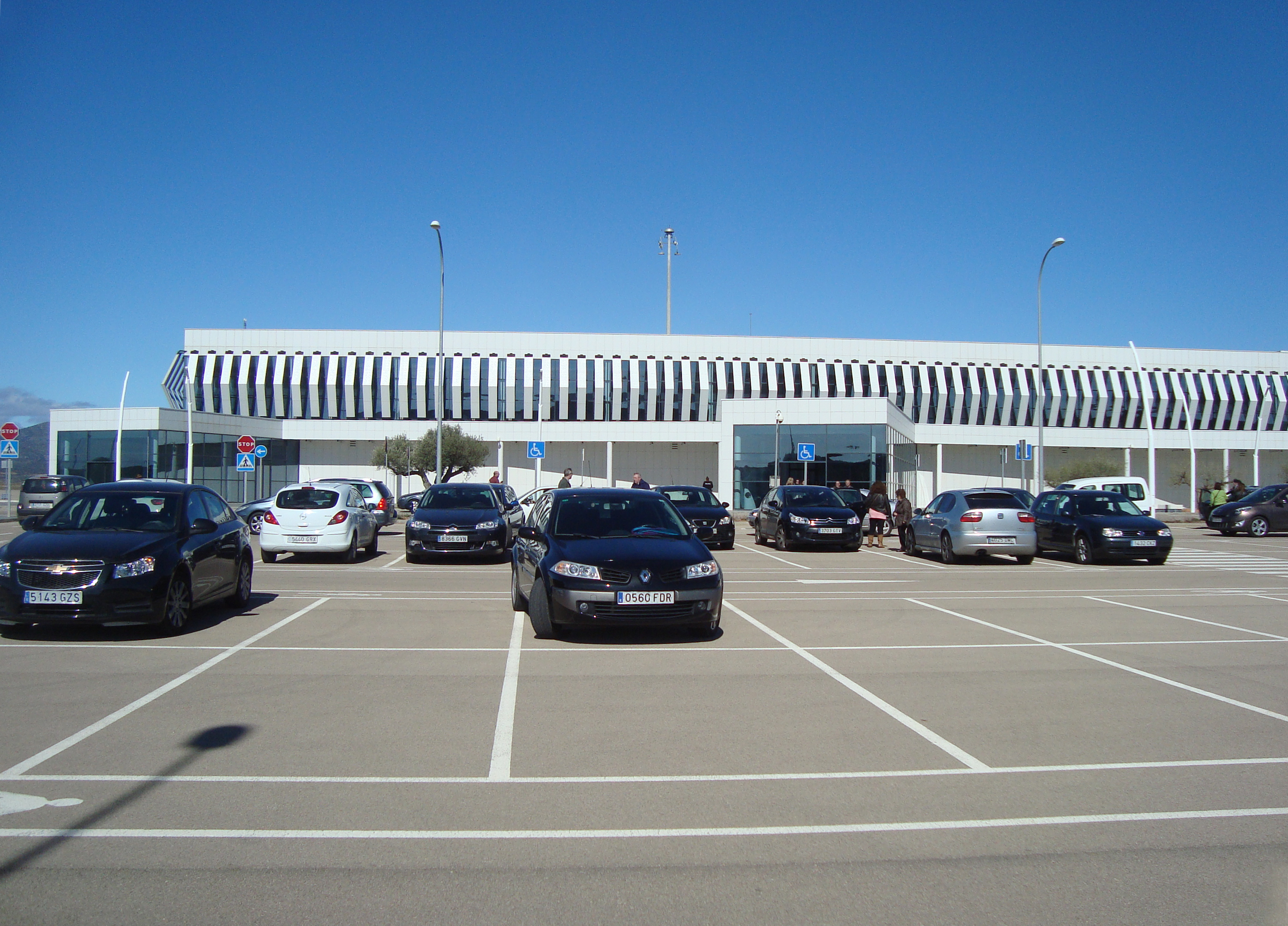
カステリョン＝コスタ・アサアール空港

カステリョンの北30キロメートルの内陸部にはカステリョン＝コスタ・アサアール空港がある。2011年に開港してから4年間も就航便が存在しなかったが、2015年には初めて旅客機が飛び立った。アメリカのニューヨーク・タイムズ紙はカステリョン＝コスタ・アサアール空港を「スペイン経済危機で深く沈みゆくスペインにおける無駄な支出の象徴」と批判している。カステリョン＝コスタ・アサアール空港は2700メートルの滑走路1本を有している。
地中海に面したグラオ・デ・カステリョン地区には950メートルの滑走路を有するカステリョン飛行場があり、航空スポーツなどのゼネラル・アビエーションに利用されている。

#### 鉄道
中心市街地とジャウメ1世大学の間にはカステリョン・デ・ラ・プラナ駅があり、バレンシア州バレンシア県バレンシアからカステリョンを通ってカタルーニャ州タラゴナ県タラゴナに至る地中海回廊線の列車が運行されている。バレンシア＝カステリョン間70キロメートルは、近郊鉄道のセルカニアス バレンシアのC-6号線に組み込まれており、カステリョン・デ・ラ・プラナ駅を出た列車はヴィラ＝レアルやサグントなどを通ってバレンシア北駅に至る。カステリョンとマドリードやバルセロナを結ぶ長距離列車も運行されている。

#### バス

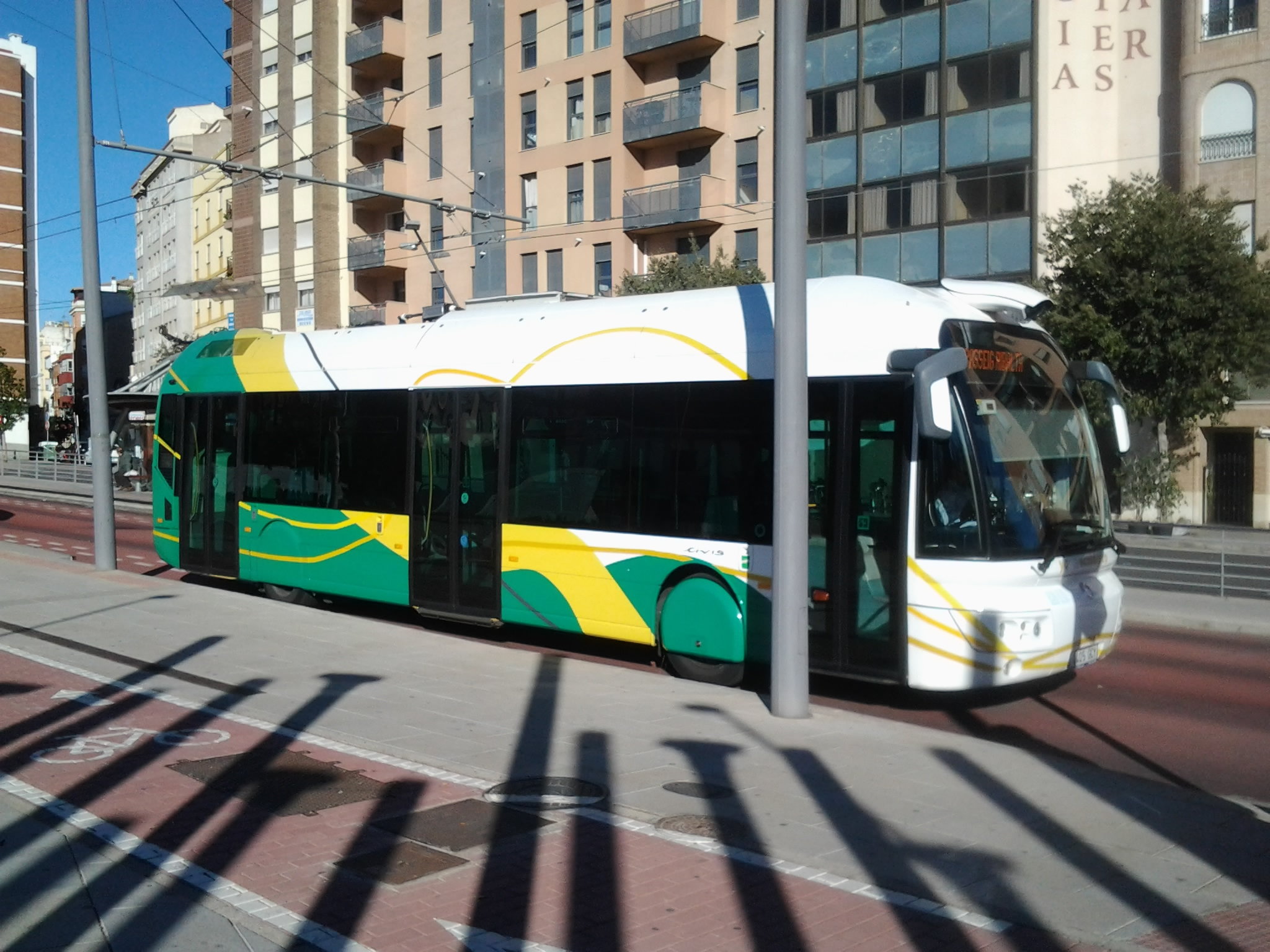
トラム・デ・カステリョン

カステリョンの中心市街地ではトロリーバスのトラム・デ・カステリョンが運行されている。市街地西端のジャウメ1世大学を起点とし、市街地中央部のリバルタ公園を横断し、地中海岸のグラオ・デ・カステリョン地区に至っている。7.765キロメートルに19の停留所がある。2008年にジャウメ1世大学とリバルタ公園の区間が部分開業し、2014年に完全開業した。投資額や赤字額の大きさには批判があり、また丘陵地でこそ能力を発揮するトロリーバスを平坦地のカステリョンに導入したことに対しては疑問が呈されている。
カステリョンではディーゼルエンジンによる一般的な路線バスも運行されており、カステリョン市内だけで30台以上のバスが16路線を走っているほか、カステリョンと他自治体を結ぶ路線も運行されている。また、カステリョン市当局によってレンタサイクルサービスのビシカスが運用されており、265台の自転車と50のステーションを有する。

## 文化

### 芸術

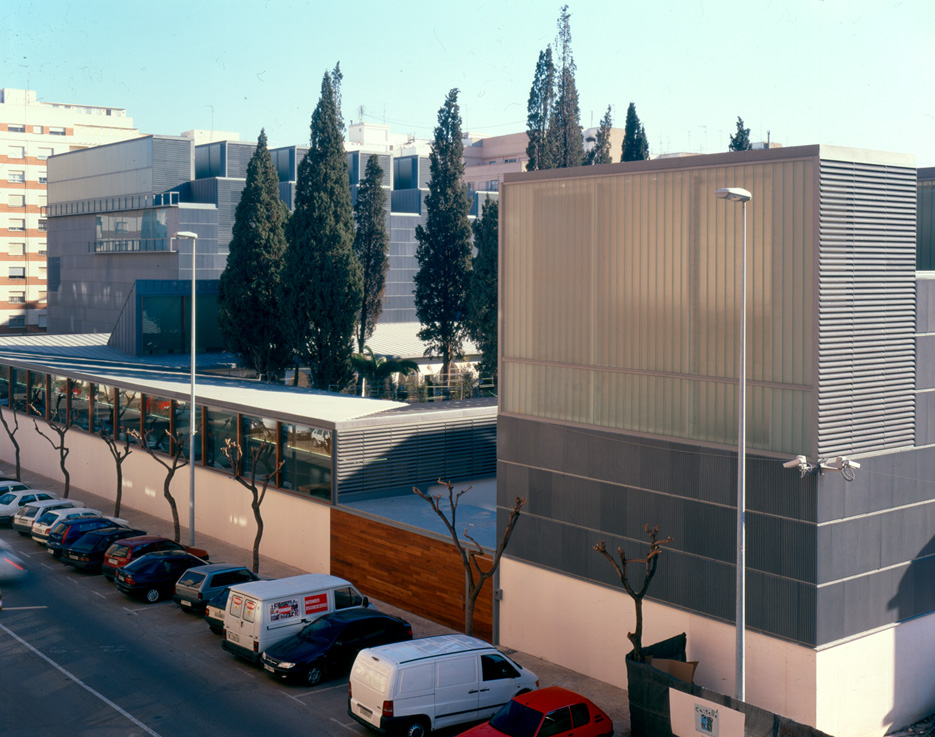
カステリョン美術館

1845年にはカステリョン県立美術館が開館した。県立美術館の後継施設として、2001年にはマンシーリャ + トゥニョン・アーキテクツが設計を手掛けたカステリョン美術館が開館した。建築面で高く評価されており、FAD建築賞、オブラ・エクセレンテ賞、ミース・ファン・デル・ローエ賞（欧州連合現代建築賞）などを受賞している。美術館と博物館の機能を併せ持っており、窯業や考古学などの展示、彫刻作品や宗教絵画などの展示が行われている。

### スポーツ

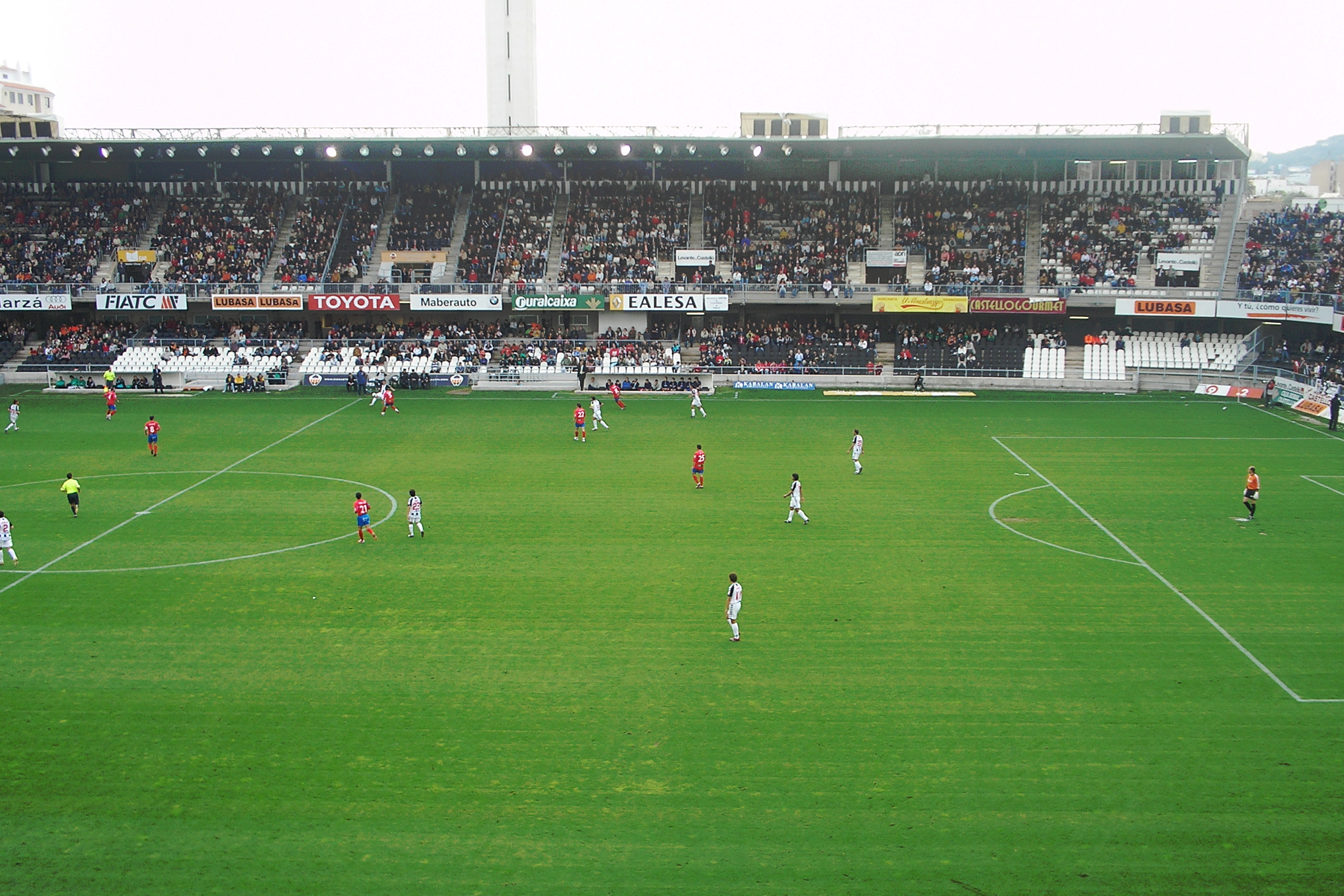
ノウ・エスタディ・カスタリア

#### サッカー
カステリョンを本拠地とするサッカークラブとしてCDカステリョンがある。1929年に設立され、1940年代・1970年代初頭・1980年代初頭・1980年代末には、計11シーズンにわたってプリメーラ・ディビシオン（1部）に在籍した。その後は成績が低迷し、セミプロやアマチュアに相当するセグンダ・ディビシオンB（3部）やテルセーラ・ディビシオン（4部）などに在籍している。
2017年には現役選手のパブロ・エルナンデスらがクラブの共同オーナーに就任し、2018年にはセグンダ・ディビシオンBに昇格した。15,500人収容のノウ・エスタディ・カスタリアをホームスタジアムとしている。なお、カステリョン県に本拠地を置くサッカークラブとしてはビジャレアルCF（ヴィラ＝レアル）などもある。

#### フットサル

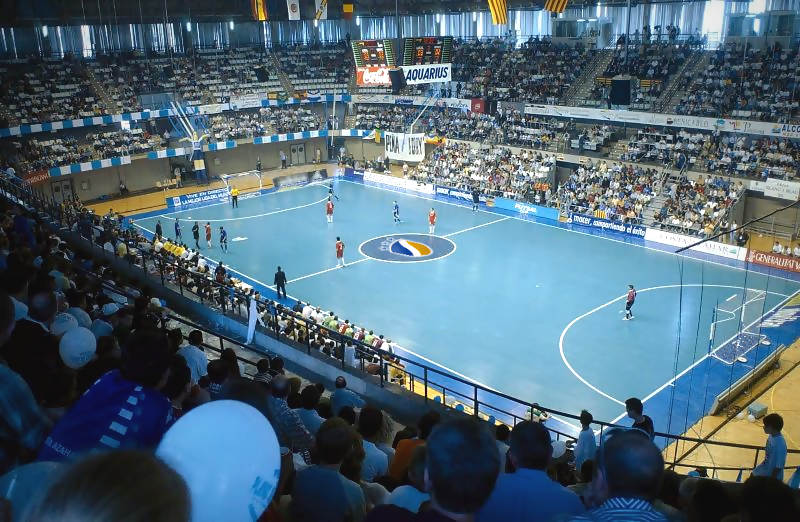
パベリョン・シウタ・デ・カステリョー

フットサルクラブとしてプラジャス・デ・カステリョンFSがある。1985年に設立され、4,500人収容のパベリョン・シウタ・デ・カステリョーをホームアリーナとしている。1999-2000シーズンと2000-01シーズンにはプリメーラ・ディビシオン（1部）で2連覇し、2001-02シーズンと2002-03シーズンにはUEFAフットサルカップで2連覇した。このように国内外でタイトル獲得経験のある強豪クラブだったが、2011年以後は財政難により下部リーグに属している。

#### バスケットボール
カステリョンを本拠地とするバスケットボールクラブとしてABカステリョーがある。1994年に設立され、2015年に初めてLEBオロ（2部）に昇格した。2018-19シーズンはLEBオロ（2部）に属している。リーガACB（1部）在籍経験はない。4,500人収容のパベリョン・シウタ・デ・カステリョーをホームアリーナとしている。

## 名所
- サンタ・マリア准司教座聖堂（英語版） - バレンシア・ゴシック様式（英語版）の大聖堂。カステリョン市庁舎やマヨール広場に隣接している。オリジナルの建物は13世紀後半に建設が開始され、火災に遭った後の14世紀半ばに建設が再開された。献堂されたのは1549年のことである。1931年には重要文化財に指定されたが、1936年に勃発したスペイン内戦中にはカステリョン市当局によって取り壊された。内戦終結後の1940年には再建の計画が起こり、1999年にようやく再建された。
- エル・ファドリ（英語版） - サンタ・マリア准司教座聖堂の鐘楼。バレンシア・ゴシック様式であり、断面は八角形である。高さは58メートルあり、聖堂の建物からは独立して経っている。1440年に建設が開始され、1604年に完成した。
- 麻の取引所（スペイン語版） - 17世紀前半にバロック様式で建設され、19世紀前半に上層階が増築された。麻布や縄の貿易の場所となった。現在では催し物の会場に使われている。
- リェドのサンタ・マリアのバシリカ - 街の北西に建てられている。1366年に農夫が畑を耕しているときに発見したマリア像に捧げられたもの。16世紀に拡張されてバロック様式となった。
- カステリョン司教宮殿（スペイン語版） - 1793年以降に建設された宮殿。新古典主義建築。

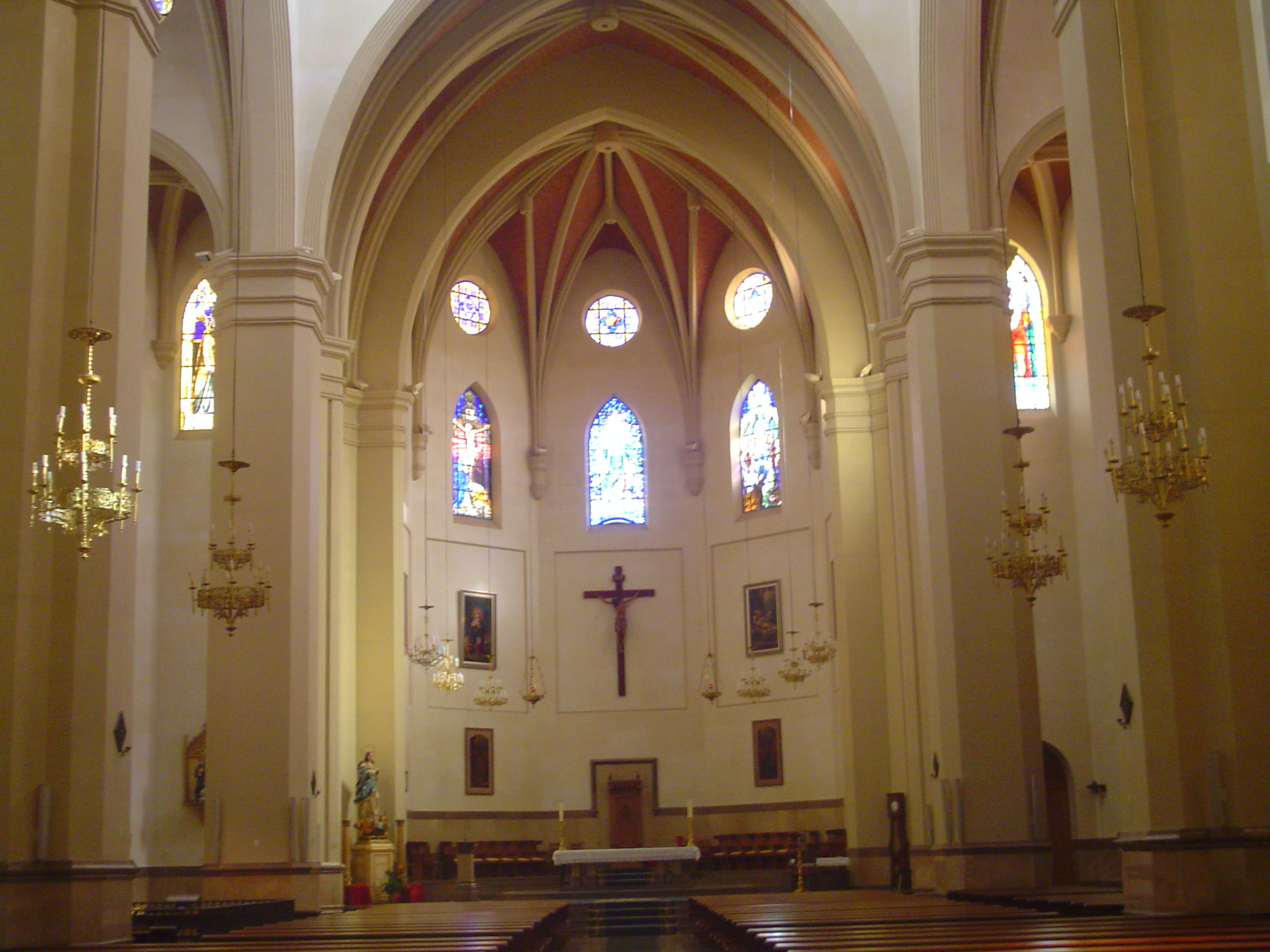
サンタ・マリア准司教座聖堂
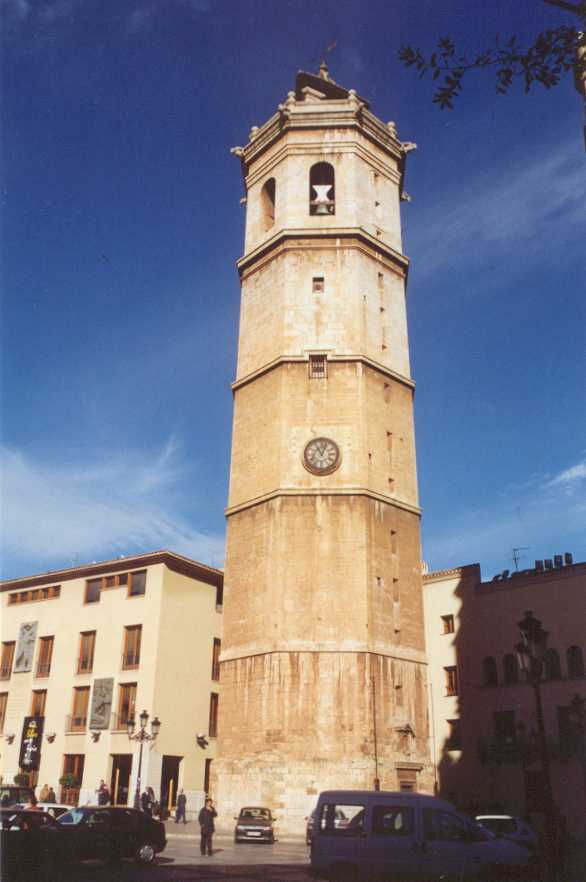
エル・ファドリ
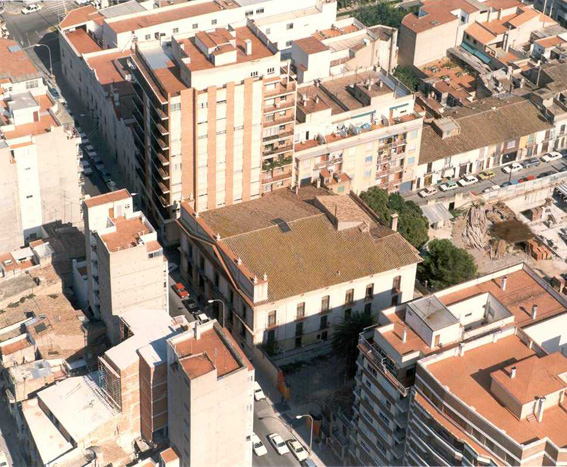
カステリョン司教宮殿

## 姉妹都市
- シャテルロー、フランス
- トゥルゴヴィシュテ、ルーマニア
- エステルゴム、ハンガリー
- 宇部市（山口県）、日本

## 出身者

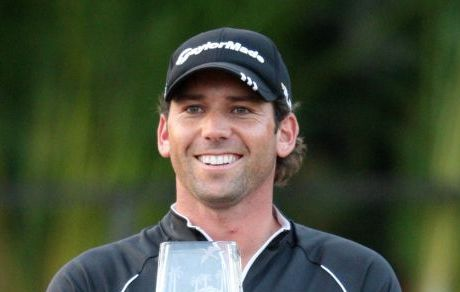
セルヒオ・ガルシア

- マリア・エグアル（英語版）(1655-1735) : 詩人・劇作家。
- マティルデ・サルバドール（英語版）(1918-2007) : 作曲家・画家。
- セルヒオ・アラゴネス（英語版）(1937-) : 漫画家。
- アルベルト・ファブラ(1964-) : 政治家。バレンシア州首相。
- ホセ・ルイス・バリェステル（英語版）(1969-) : 競泳選手。
- シャビ・バレーロ（英語版）(1973-) : サッカー選手。
- セルヒオ・ガルシア(1980-) : プロゴルファー。
- ミゲル・アンヘル・シルベストレ（英語版）(1982-) : 俳優。
- フェリックス・ポルテイロ(1983-) : レーシングドライバー。
- ジョアン・バレーダ（英語版）(1983-) : ラリードライバー。
- パブロ・エルナンデス (1985-) : サッカー選手。
- ロベルト・バウティスタ・アグート (1988-) : テニス選手。
- ロベルト・メリ(1991-) : レーシングドライバー。
- パブロ・フォルナルス(1996-) : サッカー選手。